# Seznam rektorjev Univerze v Mariboru
Seznam rektorjev Univerze v Mariboru. Prvi rektor, Vladimir Bračič, je bil pred imenovanjem predstojnik Združenja visokošolskih zavodov Maribor, iz katerega je nastala univerza.

## Seznam
| #  | Slika                     | Rektor          | Stroka        | Doba      |
| -- | ------------------------- | --------------- | ------------- | --------- |
| 1. | Klikni za spremembo slike | Vladimir Bračič | geograf       | 1975–1979 |
| 2. | Klikni za spremembo slike | Dali Đonlagić   | elektrotehnik | 1979–1983 |
| 3. | Klikni za spremembo slike | Dane Melavc     | ekonomist     | 1983–1987 |
| 4. | Klikni za spremembo slike | Alojz Križman   | strojnik      | 1987–1993 |
| 5. | Klikni za spremembo slike | Ludvik Toplak   | pravnik       | 1993–2002 |
| 6. | Klikni za spremembo slike | Ivan Rozman     | elektrotehnik | 2003–2011 |
| 7. | Klikni za spremembo slike | Danijel Rebolj  | gradbenik     | 2011–2015 |
| 8. | Klikni za spremembo slike | Igor Tičar      | elektrotehnik | 2015–2017 |
| 9. | Klikni za spremembo slike | Zdravko Kačič   | elektrotehnik | 2018–     |